# Stadio San Nicola
Das Stadio San Nicola ist ein Fußballstadion mit Leichtathletikanlage im Südwesten der italienischen Stadt Bari, Region Apulien. Es ist die Spielstätte des Fußballvereins SSC Bari. Es gilt als das einzige der im späten 20. Jahrhundert errichteten Bauwerke in Süditalien, das künstlerisch bedeutsam ist.

## Geschichte
Die Anlage wurde anlässlich der Fußball-Weltmeisterschaft 1990 von Oktober 1986 bis April 1990 erbaut, fasst 58.270 Zuschauer und ist nach dem Schutzpatron der Stadt Bari, Nikolaus von Myra (italienisch San Nicola di Myra), benannt. Am 3. Juni 1990 wurde es mit einem Freundschaftsspiel zwischen dem AS Bari und dem AC Mailand (2:0) eröffnet. Aufgrund seines modernen, futuristischen Aussehens wird es auch „L'astronave“ (deutsch „Das Raumschiff“) genannt. Das Stadio San Nicola wurde nach einem Entwurf des Genueser Architekten Renzo Piano erbaut. Zunächst sahen die Pläne ein Stadion mit 45.000 überdachten Plätzen auf Ober- und Unterrang vor. Das Hauptmerkmal des Stadio San Nicola ist der obere Rang, der aus 26 voneinander getrennten Teilen, mit einem Abstand von acht Meter, besteht. Diese Blütenblätter plante Piano aus Sicherheitsgründen ein, um gegnerische Fangruppen zu trennen. Es verfügt über eine Leichtathletikanlage. Sie war ein Wunsch des CONI, um neben dem Fußball weitere Sportarten im Stadion anzusiedeln. Sie wurde aber nur sehr selten genutzt. Die Arena wurde anstelle des maroden Stadio della Vittoria errichtet. Ein Neubau war nötig geworden, da Bari den Zuschlag als Spielort für die Weltmeisterschaft 1990 erhalten hatte.
Bei der WM 1990 fanden fünf Spiele im San Nicola statt, drei Gruppenspiele der Gruppe B, das Achtelfinale zwischen der Tschechoslowakei und Costa Rica sowie das Spiel um Platz 3 zwischen England und Gastgeber Italien. Am 29. Mai 1991 fand das Endspiel im Europapokal der Landesmeister zwischen Roter Stern Belgrad und Olympique Marseille in Bari statt, welches die Jugoslawen mit 5:3 nach Elfmeterschießen gewannen.
Am 14. Mai 2006 beherbergte die Arena wegen einer Platzsperre der Kalabresen die Partie der Serie A zwischen Reggina Calcio und Juventus Turin, die 0:2 endete. Diese Partie stellte für die Gäste die letzte Partie in der Serie A vor dem Zwangsabstieg aufgrund des Manipulationsskandals dar. Trotzdem war das Stadion bis auf den letzten Platz gefüllt und die Fans der Alten Dame feierten den Gewinn der italienischen Meisterschaft, der ihnen später jedoch wieder aberkannt wurde. Das San Nicola war 2007 auch eines der acht Stadien, mit denen sich Italien erfolglos um die Ausrichtung der Fußball-Europameisterschaft 2012 bewarb.

Das Stadion San Nicola mit beschädigtem Dach im Juni 2014

2014 zeigte sich das Stadion in einem heruntergekommenen Zustand. Die gravierenden Schäden, bei denen u. a. 2012 während eines Unwetters Teile des Dachs, der Tribüne und auch Pylone sowie die elektronische Anzeigentafel beschädigt wurden, sind bisher nicht beseitigt worden. Ende Februar 2016 wurde wegen starken Windes ein großes Stück der Membran über der Osttribüne zerrissen. Es war das neunte Mal, dass ein Teil der Überdachung zerstört wurde.
Einer Machbarkeitsstudie von Anfang 2018 zufolge, boten sich vier Szenarien zur Sanierung bzw. Erneuerung des Stadio San Nicola. Im ersten Szenario wären die Tribünen dichter an das Spielfeld herangerückt worden. Dies hätte Investitionen von 120 Mio. Euro erfordert. Die Struktur des oberen Ranges und des Daches wären erhalten geblieben. Zweites Szenario sah die Absenkung des Spielfeldes um 13 Meter vor. Dies barg die Gefahr von Verzögerungen, falls es dort archäologische Funde gegeben hätte. Auch diese Möglichkeit hätte 120 Mio. Euro gekostet. Szenario drei sah für 10. Mio. Euro einen Abriss des Stadions sowie den Neubau auf dem Stadiongelände für 100 Mio. Euro vor. Dies wäre die zeitaufwändigste Lösung gewesen. Als letztes stand der Neubau auf einen angrenzenden Gelände auf der Liste. Die Gesamtkosten dafür hätten ebenfalls rund 100 Mio. Euro betragen. Allen Szenarien gleich war die Kapazität von etwa 40.000 Zuschauern. Zudem war der Bau eines Einkaufszentrums mit 40.000 m² Verkaufsfläche sowie Sporthallen und ein Medizinzentrum geplant. Im Juli 2018 wurde der FC Bari 1908, Vorgängerverein des SSC Bari, wegen Insolvenz aus der Serie B ausgeschlossen und trat danach in der Serie D an. Dies stoppte die Planungen für einen Um- bzw. Neubau.

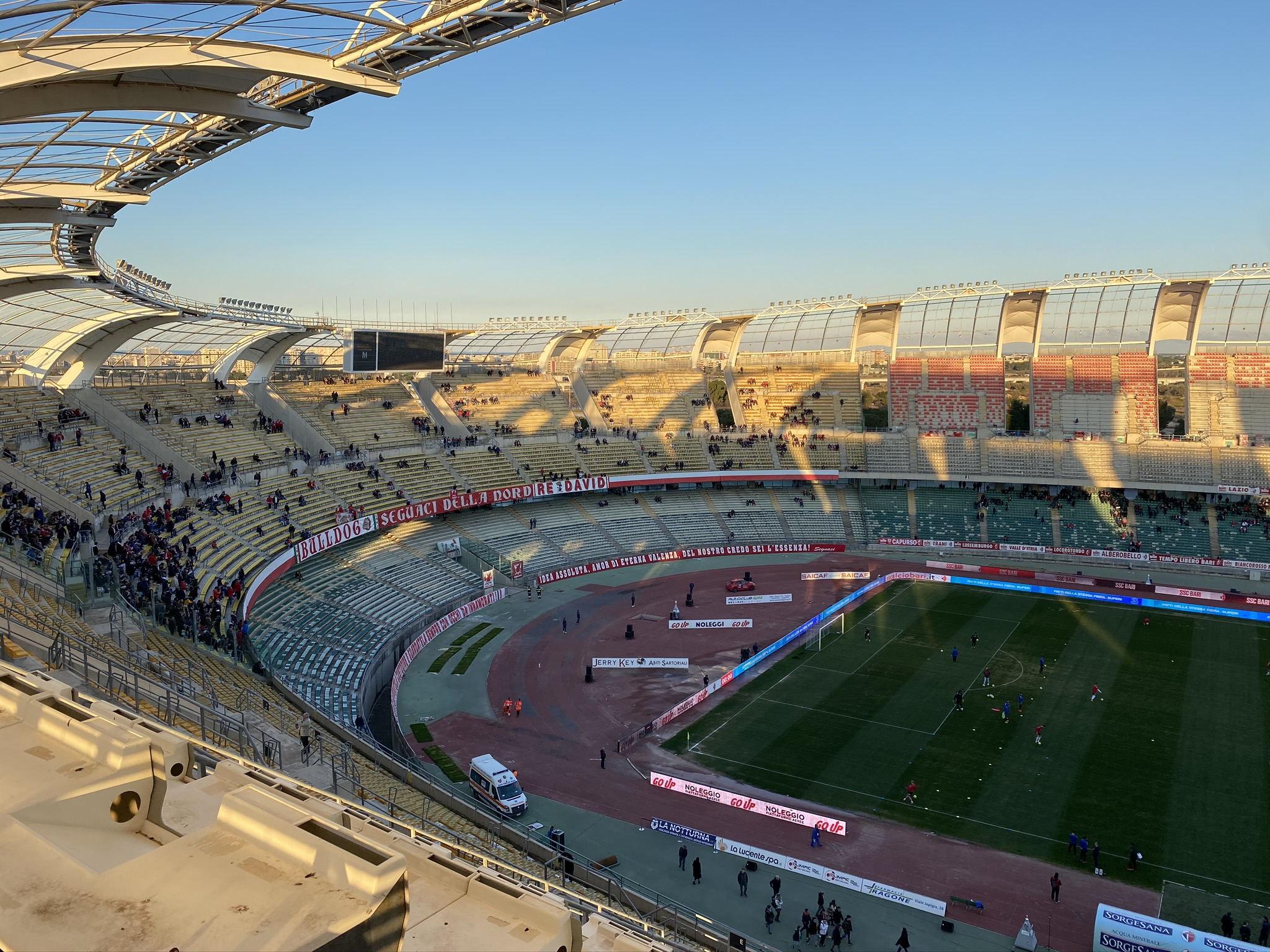
Das Stadion während der Renovierungsarbeiten auf der Gegentribüne (SSC Bari – AZ Picerno, Februar 2020)

Im Januar 2020 wurde als erste Maßnahme zur Sanierung mit der Montage von 21.211 neuen Kunststoffsitzen begonnen. Dies soll bis Mitte April des Jahres andauern. Zudem sollen Risse und Löcher am Beton der Tribünen repariert werden. Mittlerweile wurden die restlichen Teile der Dachmembran entfernt. Nur ein kleiner Teil auf der Haupttribüne blieb erhalten. Bisher wurden 7660 Plätze auf dem östlichen Oberrang (Gegentribüne) ersetzt. Im März sollen 6363 Sitze auf dem Unterrang folgen. Wenn die Sitzplätze auf der Osttribüne ausgetauscht sind, sollen im April 7188 Sitzschalen auf dem oberen Teil der westlichen Haupttribüne montiert werden. Die Kosten liegen bei etwa 700.000 Euro.